# Spirostreptus cinctus
Spirostreptus cinctus är en mångfotingart som beskrevs av Jean-Henri Humbert och Henri Saussure 1870. Spirostreptus cinctus ingår i släktet Spirostreptus och familjen Spirostreptidae. Inga underarter finns listade i Catalogue of Life.